# Secret Smile
«Secret Smile» es un sencillo del grupo estadounidense Semisonic, publicado en 1999 en el álbum Feeling Strangely Fine.

## Vídeo musical
En el vídeo musical aparece Dan Wilson, vocalista de la banda, junto a su esposa jugando con una videocámara. El video fue grabado en febrero de 1998 y fue dirigido por la directora británica de videos musicales Sophie Muller.

## Otras versiones
Booty Callers grabó una versión dance, que apareció en el álbum compilatorio Clubland 15. El cantante Richard Fleeshman grabó esta canción para su álbum Neon.

## Listas de popularidad
| Lista                             | Posición |
| --------------------------------- | -------- |
| Canadian RPM Alternative          | 30       |
| Canadian RPM Top Singles          | 30       |
| UK Singles Chart                  | 13       |
| U.S. Billboard Modern Rock Tracks | 21       |